# Süd-Giraffe
Die Süd-Giraffe (Giraffa giraffa) ist eine im südlichen Afrika beheimatete Giraffenart.
Lange Zeit wurden alle Giraffen als eine Art (Giraffa camelopardalis) zusammengefasst. Molekulargenetische Studien bestätigten jedoch eine Aufteilung in mehrere Arten.

## Beschreibung
Wie alle Steppengiraffen verfügt die Süd-Giraffe über einen charakteristischen langen Hals, der wie bei fast allen Säugetieren aus nur sieben Halswirbeln aufgebaut ist, die aber stark verlängert sind.
Der Schädel der Giraffenbullen ist viel robuster und schwerer als der weibliche Schädel, vermutlich weil die Männchen ihren Kopf beim Kämpfen als Waffe einsetzen. Bei älteren Bullen kann sich daher eine raue und schuppen- oder warzenartige Exostose, eine Art knöcherne Abdeckung der Schädeldecke, als Folge der jahrelangen Kämpfe und zum Schutz des Kopfes bilden. Die Knochenauswüchse auf den Köpfen werden Ossicone genannt. Sie sind kürzer und kleiner als bei den Nord-Giraffen.
Das Muster des Haarkleids besteht aus dunklen Flecken, die sich von der helleren Grundfarbe abheben. In Form, Färbung und Größe der Flecken gibt es Unterschiede zwischen den Unterarten.

## Lebensraum und Lebensweise
Süd-Giraffen leben normalerweise in Savannen und Wäldern, wo geeignete Pflanzen verfügbar sind. Sie sind pflanzenfressende Säugetiere und ernähren sich von Blättern, Blüten, Früchten und Trieben von Gehölzen wie Akazien.

## Systematik

### Äußere Systematik
Die Giraffen wurden ursprünglich 1758 von Carl von Linné unter dem Namen Cervus camelopardalis als eine Art klassifiziert. Morten Thrane Brünnich erstellte 1772 die Gattung Giraffa. Einst als Unterart von Giraffa camelopardalis betrachtet, wurde die Südliche Giraffe in neueren Studien als eigenständige Art einer neu organisierten Gattung Giraffa unter dem Namen Giraffa giraffa vorgeschlagen. Die Taxonomie der Giraffen bleibt umstritten.
Uneinigkeit herrscht über die Anzahl an Giraffenarten. Studien aus den Jahren 2016 und 2021 beschreiben folgende Arten:
- Nord-Giraffe (Giraffa camelopardalis (Linnaeus, 1758))
- Netzgiraffe (Giraffa reticulata de Winton, 1899)
- Süd-Giraffe (Giraffa giraffa von Schreber, 1784)
- Massai-Giraffe (Giraffa tippelskirchi Matschie, 1898)

Eine Studie aus dem Jahr 2020 betrachtet die Netzgiraffe als Unterart der Nord-Giraffe.

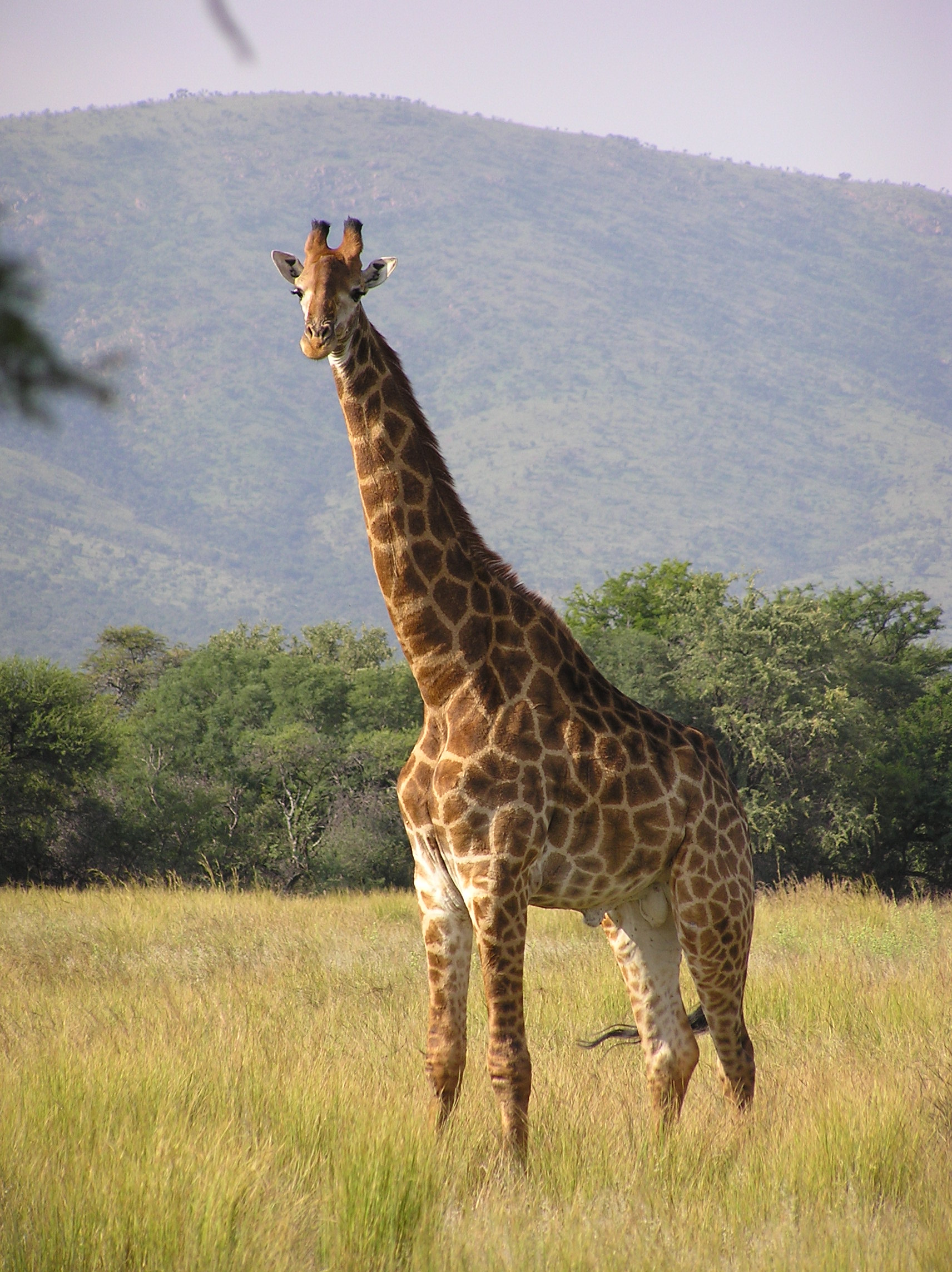
Kap-Giraffe, Südafrika

### Innere Systematik
Es werden zwei Unterarten der Süd-Giraffe anerkannt.
- Angola-Giraffe (Giraffa giraffa angolensis Lydekker, 1903): Kommt im Norden Namibias, im Südwesten Sambias, in Botswana, im Westen Simbabwes und seit Mitte 2023 auch wieder in Angola vor.[9] Diese Unterart hat große braune Flecken mit Rändern, die entweder etwas eingekerbt sind oder eckige Verlängerungen haben. Das Fleckenmuster erstreckt sich über die gesamten Beine, jedoch nicht über den oberen Teil des Gesichts. Die Hals- und Rumpfpartien sind in der Regel recht klein. Die Unterart hat auch einen weißen Ohrfleck.[2]
- Kap-Giraffe (Giraffa giraffa giraffa von Schreber, 1784): Kommt im Norden Südafrikas, im Süden Botswanas, im Süden Simbabwes und im Südwesten Mosambiks vor. Sie hat dunkle, etwas abgerundete Flecken „mit einigen feinen Vorsprüngen“ auf einer gelbbraunen Hintergrundfarbe. Die Flecken erstrecken sich bis zu den Beinen und werden kleiner.[2]

Studien deuten eine Unterteilung der Angola-Giraffe in zwei Unterarten an. In der Vergangenheit sind weitere Unterarten beschrieben worden, die heute meist den Kap-Giraffen zugerechnet werden:
- G. giraffa capensis Lesson, 1842
- G. giraffa australis Rhoads, 1896
- Transvaal-Giraffe (Giraffa giraffa wardi Lydekker, 1904)
- G. giraffa infumata Noack, 1808

## Gefährdung
Die IUCN hat die Art Giraffa giraffa noch nicht eigenständig beurteilt. Die Rote Liste der gefährdeten Arten beurteilt alle Giraffen als eine Art unter dem Namen Giraffa camelopardalis als „gefährdet“ (vulnerable). Der Gesamtbestand der der Süd-Giraffe zugeordneten Unterarten scheint tendenziell zu wachsen.